# Чарниш Іван Федорович

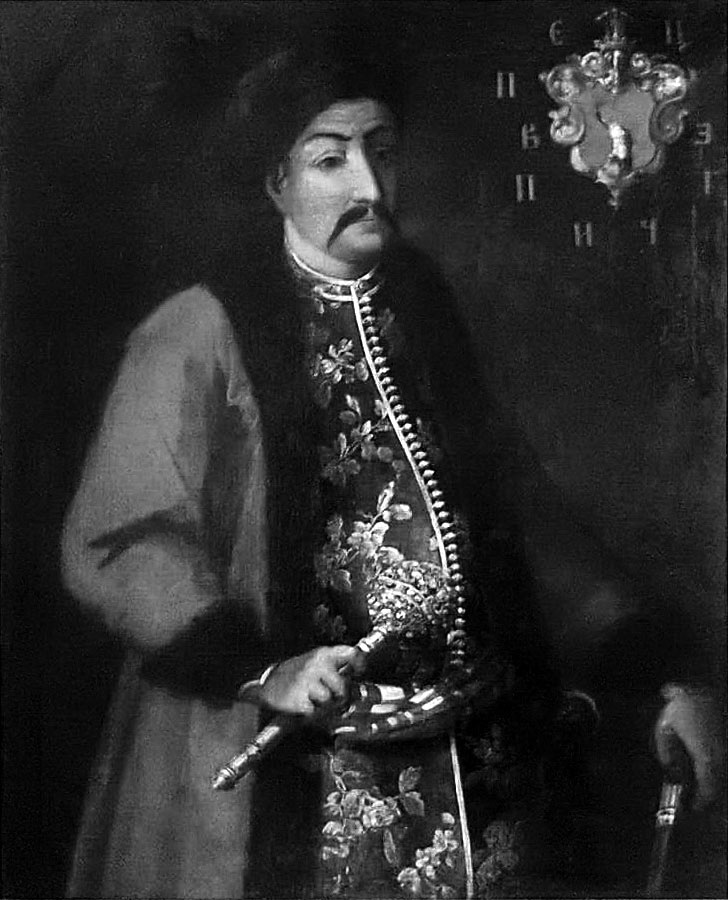
Портрет XVIII ст. Наразі представлений в експозиції Галереї мистецтв КПДІМЗ як портрет гетьмана Павла Тетері. Атрибуція Ольги Ковалевської

Іван Федорович Чарниш (Чорниш, Черниш) (пом. 10 (21) грудня 172810(21) грудня 1728) — український військовий і політичний діяч Гетьманщини, дипломат. Гадяцький полковник (1709—1714), Генеральний суддя (1715—1725)

## Біографія
Родом з Гадяччини, походить з козацько-старшинського роду Чарнишів.
Був військовим канцеляристом, виконував дипломатичні доручення Івана Мазепи в Москві (1699) й Константинополі (1700), резидент гетьмана при Петрі І у Ґродні (1705). На чолі Гадяцького полку брав участь у Північній війні 1700—1721.
За причетність до змови проти гетьмана Івана Мазепи, яку очолювали Кочубей та Іскра, ув'язнений (після поразки Мазепи Чарниша звільнили), що сприяло його кар'єрі за гетьманування Івана Скоропадського, з яким породичався (його дружиною була Євдокія Голуб дочка Анастасії Марківни дружини гетьмана).
Іван Чарниш з 1709 до 1715 року очолював Гадяцький полк, а потім у 1715 році був призначений Генеральним суддею в уряді гетьмана Івана Скоропадського (до 1723 року). також обіймав цю посаду за правління наказного гетьмана Павла Полуботка.
Іван Чарниш різними засобами (у тому числі й ґвалтовними) здобув собі великі маєтки. Належав до козацької старшини, очолюваної Павлом Полуботком, яка відстоювала політичну автономію Лівобережної України, домагався права на обрання нового гетьмана та ліквідації Малоросійської колегії.
У 1723 році Чарниш був викликаний до Петербурґу разом з наказним гетьманам П. Полуботком і генеральним писарем Семеном Савичем. Разом з ними ув'язнений у Петропавлівській фортеці. Звільнений по смерті Петра І в 1725 році. Після чого жив у Петербурзі та Москві, де й помер.